# Asialeyrodes splendens
Asialeyrodes splendens es un hemíptero de la familia Aleyrodidae, con una subfamilia: Aleyrodinae.
Fue descrita científicamente por primera vez por Meganathan & David en 1994.